# Meir Shalev

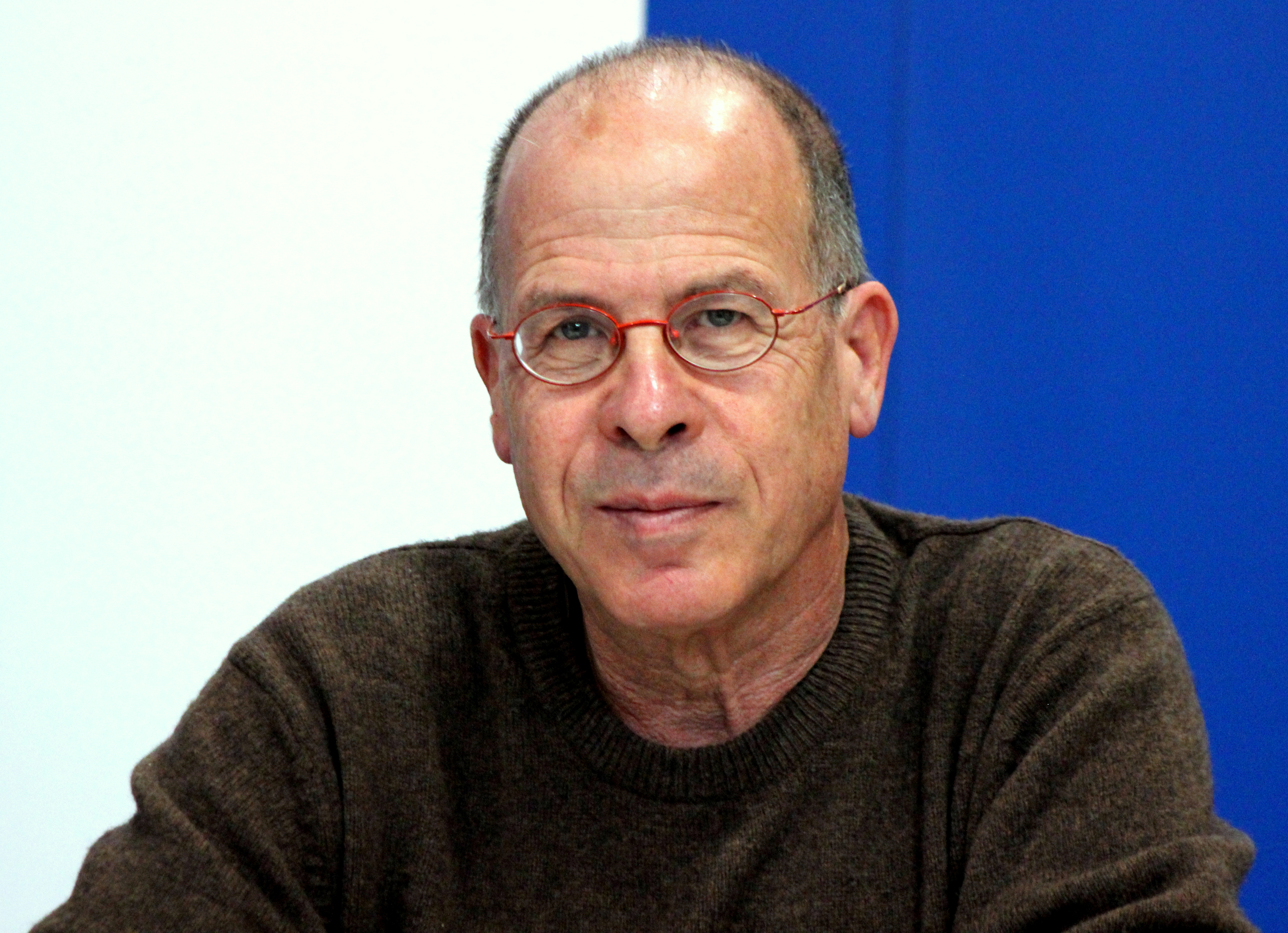
Meir Shalev (2015)

Meir Shalev (hebräisch מאיר שלו Me'ir Schalew; geboren am 29. Juli 1948 in Nahalal, Israel; gestorben am 11. April 2023 in Alonei Aba, Jesreelebene, Israel) war ein israelischer Schriftsteller, der in Jerusalem lebte. Er war der Sohn des Jerusalemer Dichters Yitzchak Shalev und ein Cousin der Schriftstellerin Zeruya Shalev.

## Leben

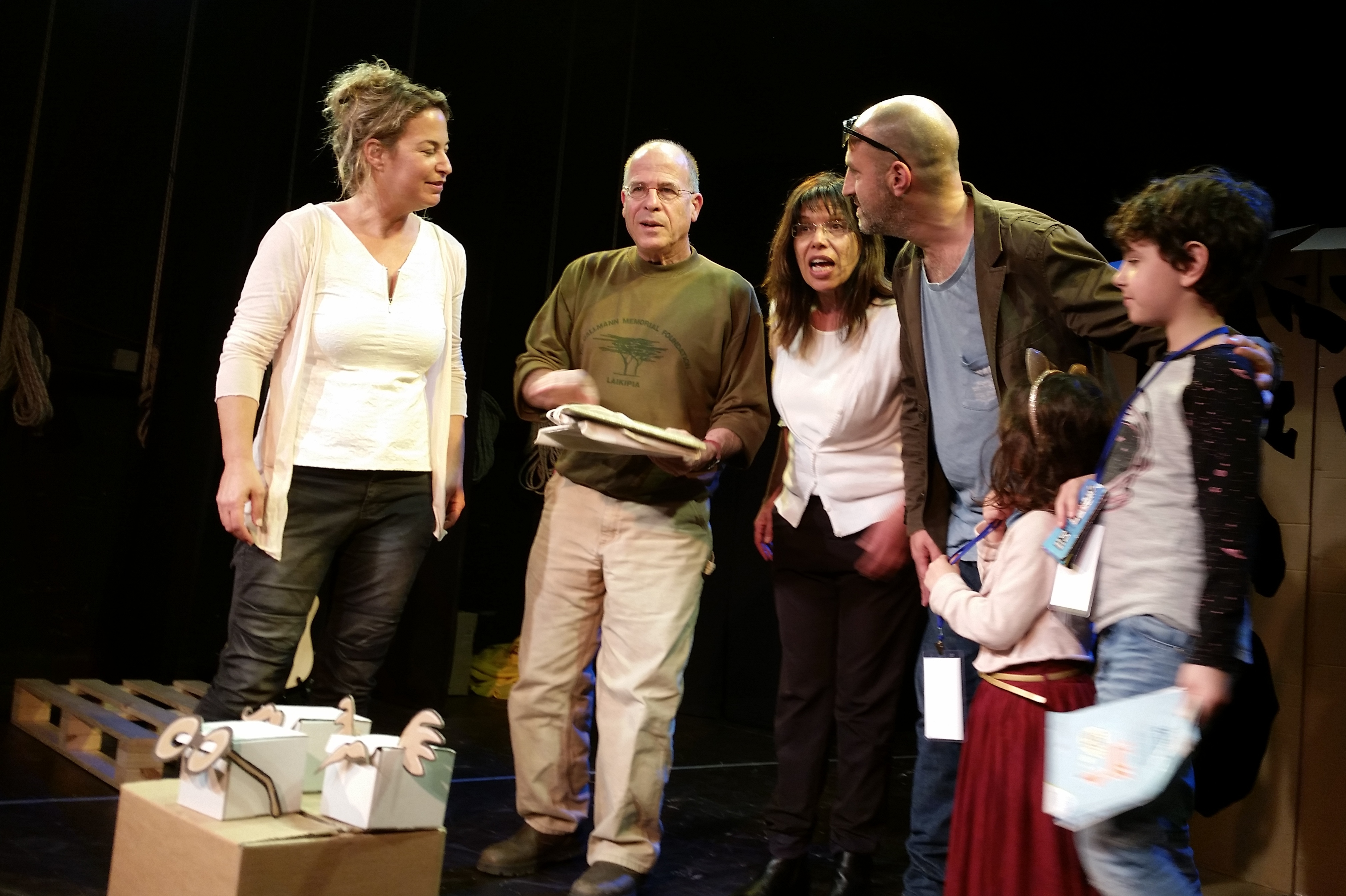
Meir Shalev und das Theaterensemble der Aufführung von Uncle Aaron and his Rain, nach Shalevs gleichnamigem Kinderbuch aus dem Jahr 2007. Das Theaterstück gewann 2017 beim Haifa International Children's Theatre Festival den ersten Preis.

Meir Shalev wurde am 29. Juli 1948 im Moschaw Nahalal, südlich von Alonei Aba, geboren. Sein Vater war der Lehrer und Dichter Jitzchak Shalev, seine Mutter die Lehrerin Batia (geborene Ben-Barak). Als Meir vier Jahre alt war, zog die Familie nach Jerusalem. Dort verbrachte er seine Kindheit und Jugend.
Seinen Wehrdienst begann er 1966 in der Golani-Brigade. Er kämpfte 1967 im Sechs-Tage-Krieg. Wenige Monate später wurde er durch Feuer aus den eigenen Reihen schwer verwundet. Seit dem Ende des Sechstagekriegs, während dessen er auf einem Patrouillengang versehentlich aus den eigenen Reihen von vier Kugeln getroffen worden war, engagierte sich Meir Shalev für die Rückgabe der besetzten Gebiete.
Nach einem Studium der Psychologie begann Shalev seine Karriere mit satirischen Sendungen im Fernsehen und Radio. Im ersten israelischen Fernsehkanal moderierte er Erev Shabbat („Freitag Abend“). Fast bis zum Ende seines Lebens verfasste er eine wöchentliche Kolumne für die Tageszeitung Jedi’ot Acharonot.
Sein literarisches Schaffen begann 1982 mit einem Kinderbuch. Darin erzählte er biblische Geschichten nach. Insgesamt schrieb er 14 Kinderbücher. Sein erstes Buch für Erwachsene, „Roman russi“ („Ein russischer Roman“, auch unter dem Titel Der blaue Berg bekannt), erschien 1988. Es handelt von Pionieren, die in der vorstaatlichen Zeit einen Kibbutz gründen. Das Buch wurde zu einem Bestseller und verschaffte ihm den Durchbruch.
Shalev veröffentlichte acht weitere Romane. Dazu gehören „Esaus Kuss“, „Judiths Liebe“, „Im Haus der großen Frau“ oder „Meine russische Großmutter und ihr amerikanischer Staubsauger“. Ruth Achlama hat seine Werke ins Deutsche übersetzt. Das letzte Buch erschien 2022 auf Hebräisch: „Al tessaper leAchicha“ (Sage es deinem Bruder nicht).
Der Schriftsteller liebte seine Heimat. Die Jesreel-Ebene, in der er die ersten Jahre seines Lebens verbrachte und wo er später wieder lebte, ist ein häufiges Thema seiner Werke. Zwischenmenschliche Beziehungen spielen eine große Rolle. Doch auch Kinderbücher von Meir Shalev gibt es in deutscher Übersetzung – etwa die Bilderbücher „Papa nervt“ oder „Luzie, die Laus“. Letzteres handelt von einer Laus, die in die Welt zieht und überall auf Ablehnung trifft – bis sie einen Glatzkopf kennenlernt. Er ist glücklich, dass er endlich auch eine Laus hat.
Für sein Werk erhielt er mehrere Auszeichnungen. Dazu gehört der wichtigste israelische Literatur-Preis, der Brenner-Preis. Er wurde ihm 2006 verliehen.
Am 11. April 2023 starb Shalev an den Folgen einer Krebserkrankung. Der israelische Staatspräsident Jitzchak Herzog äußerte Trauer über Shalevs Tod und schrieb sinngemäß: „Wie schade, dass wir nie wieder gespannt auf ein neues Buch von Meir Shalev sein werden, das erscheinen und unser Leben verändern wird“.

## Politik
Viele Jahre verfasste Meir Shalev eine wöchentliche Kolumne in der Wochenendausgabe der Zeitung Jedi’ot Acharonot. Dort kommentierte er ironisch die israelische Regierungspolitik und beklagte die Situation der israelischen Bevölkerung. Shalev war davon überzeugt, dass Israel nicht „zu Hause die Demokratie und im Hinterhof die Apartheid“ pflegen könne. Er sprach sich für das Zwei-Staaten-Modell aus. Israel sollte das Land aufgeben, das es 1967 besetzte, und die Palästinenser müssten sich von den 1948 verlorenen Territorien endgültig verabschieden. Shalev war sich nicht sicher, ob der jüdische Staat noch weitere vierzig Jahre überstehen könne, weil die Themen Bildung, Forschung, Wohlfahrt, Gesundheit vernachlässigt würden zugunsten von Problemen, die sich aus der Besatzung ergeben.

## Werke

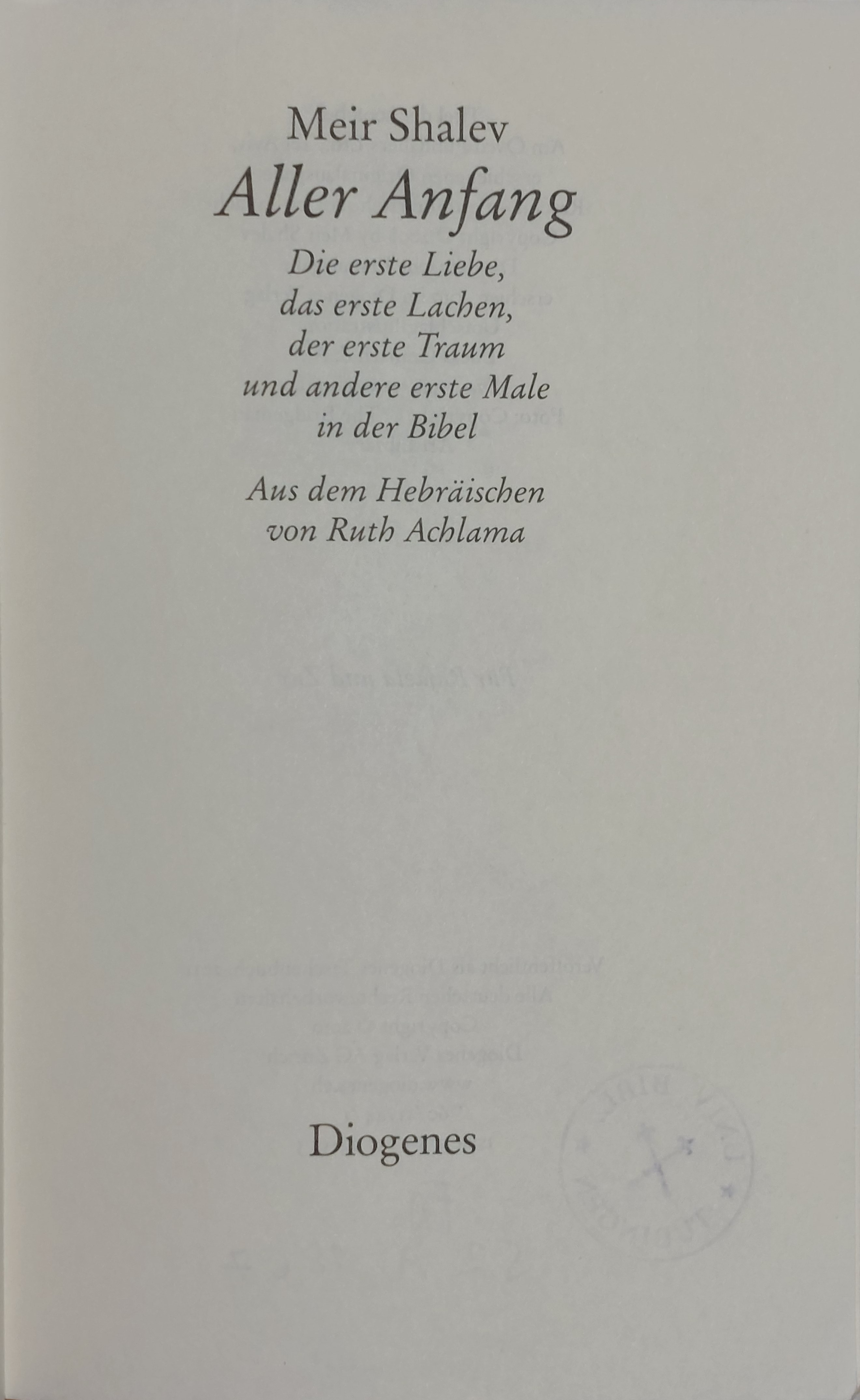
Aller Anfang (2010)

### Romane
- רומן רוסי Roman russi, 1988.
  - Ein Russischer Roman, Diogenes, Zürich 1991, ISBN 3-257-01878-9.
- עשו Essaw, 1991.
  - Esaus Kuss, Diogenes, Zürich 1995, ISBN 3-257-22828-7.
- כימים אחדים Ke-jamim achadim, 1994.
  - Judiths Liebe, Diogenes, Zürich, ISBN 3-257-06171-4. Übersetzung Ruth Achlama
- בביתו במדבר Be-weito be-midbar
  - Im Haus der Großen Frau, Diogenes, Zürich 2000, ISBN 3-257-23326-4.
- פונטנלה Fontanella
  - Fontanelle, Diogens-TB, Zürich 2006 (Erstausgabe 2004), ISBN 978-3-257-23554-8.
- יונה ונער Jona we-na'ar
  - Der Junge und die Taube. Roman, Diogenes, Zürich 2007, ISBN 978-3-257-23945-4.
- הדבר היה ככה Ha-dawar haja kacha
  - Meine russische Großmutter und ihr amerikanischer Staubsauger. Diogenes-TB 24200, Zürich 2012 (Erstausgabe 2011), ISBN 978-3-257-24200-3. Übersetzung Ruth Achlama
- שתיים דובים Schtaim dubim
  - Zwei Bärinnen. Diogenes, Zürich 2014, ISBN 978-3-257-06911-2. Übersetzung Ruth Achlama
- אל תספר לאחיך Al-tisaper le-acheicha
  - Erzähl's nicht deinem Bruder. Diogenes, Zürich 2023, ISBN 978-3-257-07267-9. Übersetzung Ruth Achlama

### Sachbücher
- Der Sündenfall, ein Glücksfall? Alte Geschichten aus der Bibel neu erzählt, übersetzt von Ruth Melcer. Diogenes, Zürich 1997, ISBN 3-257-06155-2; 5. Auflage als Diogenes TB 23099, Zürich 1999, ISBN 978-3-257-23099-4.
- Aller Anfang: Die erste Liebe, das erste Lachen, der erste Traum und andere erste Male in der Bibel, übersetzt von Ruth Achlama, Diogenes TB 24152, Zürich 2011, ISBN 978-3-257-24152-5.

### Kinderbücher
- Papa nervt. Illustriert von Jossi Abulafja (Originaltitel: Abbâ ʿôśe bûšôt, übersetzt von Vera Loos und Naomi Nir-Bleimling). Diogenes, Zürich 1994, ISBN 3-257-00813-9.
- Hannahs Grübchen. Illustriert von Jossi Abulafja (Originaltitel: Gûmôt ha-ḥēn šel Zohar, übersetzt von Naomi Nir-Bleimling und Vera Loos), Diogenes, Zürich 1995, ISBN 3-257-00818-X.
- Luzie, die Laus. Illustriert von Jossi Abulafja (Originaltitel hak-Kinnā neḥāmā, übersetzt von Ruth Melcer). Diogenes, Zürich 1996, ISBN 3-257-00831-7.
- Wie der Neandertaler den Kebab erfand. Illustriert von Jossi Abulafja (Originaltitel: Êḵ hā-ādām haq-qadmôn himṣîʾ le gamrê be-miqre et hak-kebbāb hā-rômānî, übersetzt von Ruth Melcer), Diogenes, Zürich 1997, ISBN 3-257-00840-6.
- Der Traktor im Sandkasten. Illustriert von Jossi Abulafja (Originaltitel: haṭ- Ṭraqṭôr be-argoz ha-ḥôl, übersetzt von Ruth Melcer). Diogenes, Zürich 1999, ISBN 3-257-00851-1.

## Ehrungen (Auswahl)
- 2006 erhielt er den Brenner-Preis, die höchste literarische Auszeichnung in Israel.[1]
- 2019 hat die Hebräische Universität Jerusalem ihm die Ehrendoktorwürde verliehen.[4]